# Карлос Сайнс
Карлос Сайнс (ісп. Carlos Sainz Cenamor; (народився 12 квітня 1962 в Мадриді, Іспанія) — іспанський автогонщик, дворазовий чемпіон світу з ралі (1990 і 1992) та 4-разовий віце-чемпіон світу (1991, 1994, 1995 та 1998), чотириразовий чемпіон Ралі Дакар (2010, 2018, 2020, 2024).